# گمینا ترشپول
گمینا ترشپول (به لهستانی:  Gmina Tereszpol) یک گمینا در لهستان است که در شهرستان بیوگورای واقع شده‌است. گمینا ترشپول ۱۴۴٫۰۱ کیلومتر مربع مساحت و ۴٬۰۳۰ نفر جمعیت دارد.